# 十二項建設
十二項建設指的是中華民國政府在第七期經建計畫期間除十大建設外展開的12項重大建設，建設期間涵蓋1980年至1985年。十大建設與十二項建設都是以基本建設為主，但十大建設較重視重工業的發展，十二項建設則加入農業、文化、區域發展等方面的計畫。
十二大建設內容共有：
1. 完成台中港第一階段第二、三期工程（第一階段第一期屬十大建設）。（十二項建設順帶興建台中漁港。）
2. 將屏東至鵝鑾鼻道路拓寬為四線高級公路。
3. 新建東西橫貫公路三條，分別為：
  1. 新北部橫貫公路：又稱「烏來宜蘭線」，由台北烏來（今新北市烏來區）起，經孝義，越過阿玉山，經福山、雙連埤，終迄宜蘭外員山。最終未完成，中間段解編，兩側編為台9甲線、台7丁線。
  2. 新中部橫貫公路：以嘉義玉山線（阿里山公路）、玉里玉山線為主線橫貫，故亦稱「嘉義玉里線」，並與水里玉山線交會於玉山，後變更成東埔山埡口（今塔塔加）交會。其主線昔為台18線，東段之玉里玉山線已改編為台30線，另一支線水里玉山線即台21線一部份。
  3. 新南部橫貫公路：又稱「三地門知本線」或「屏東知本線」，由屏東三地門起，經霧台、阿禮，越過知本主山，終迄臺東知本。昔為台22線，今改編台24線。
4. 改善高雄屏東一帶公路交通（拓寬台1線、台17線、181線及185線公路）。
5. 興建南迴線以及拓寬台東線，完成臺灣環島鐵路。
6. 進行中國鋼鐵公司第一期第二階段工程（第一期第一階段屬十大建設）。
7. 繼續興建第二核能發電廠、第三核能發電廠（第一核能發電廠屬十大建設）。
8. 建立每一縣市文化中心，包括圖書館、博物館、音樂廳。
9. 開發新市鎮，廣建國民住宅（平均每年25,000戶）。
10. 修建台灣西岸海堤工程及全島重要河堤工程。
11. 加速改善重要農田水利系統。
12. 設置農業機械化基金，促進農業全面機械化。

## 評價
十二項建設不能算是全面成功的計劃。據李國鼎回憶：「十二項建設大部分只有項目，沒有經過具體研究，也沒有完成期限。而且，它與十大建設如出一轍，宣佈時不知財源何在。」例如新市鎮開發幾乎完全失敗（如林口新市鎮與高雄市大坪頂特定區），橫貫公路因環保及效益未能如計畫開闢等。
另外，1994年1月10日，時任中華民國行政院院長連戰於中國國民黨中央委員會總理紀念月會宣示十二項建設計畫。